# Xã Washington, Quận Porter, Indiana
Xã Washington (tiếng Anh: Washington Township) là một xã thuộc quận Porter, tiểu bang Indiana, Hoa Kỳ. Năm 2010, dân số của xã này là 4.785 người.